# Heinrich Haeser
Heinrich Haeser (15. oktober 1811 i Rom - 13. september 1885 i Breslau) var en tysk medicinhistoriker, søn af August Ferdinand Häser. 
Fra 1830 studerede Haeser medicin i Jena og blev Dr. med. med en afhandling De influentia epidemica, 1836 privatdocent, 1839 ekstraordinær professor i medicin, 1846 ordentlig professor. Han flyttede 1849 til Leipzig og samme år til Greifswald, hvor han blev til 1862, da han forsattes til Breslau. 
De historiske studier, han havde begyndt med sin disputats, fortsatte han i Historisch-pathologische Untersuchungen als Beiträge zur Geschichte der Volkskrankheiten (1839—41) og i Bibliotheca epidemiographica (1843, 1862). Hans livsværk blev dog Lehrbuch der Geschichte der Medizin und der Volkskrankheiten (1845), et arbejde, bygget op på meget betydelige førstehåndsstudier (nybearbejdning I 1875, II 1881, III 1882). 
Han skrev også Scriptores de sudore anglico superstites (1847), og under Greifswaldopholdet udsendte han nyudgaver af tidligere værker, samt Geschichte christlicher Krankenpflege und Pflegerschaften. I Pitha-Billroths Handbuch udarbejdede han Übersicht über die Geschichte der Chirurgie und des chirurgischen Standes, og med Middeldorpf udgav han Buch der Bündth-Ertzney von Heinrich von Pfolspeundt 1460 (1868). Han stiftede også et par tidsskrifter og skrev enkelte kliniske arbejder.